# Live! Tonight! Sold Out!!
Live! Tonight! Sold Out!! — відеоальбом американського грандж-гурту Nirvana, випущений на лазердиску та VHS 15 листопада 1994 року. DVD-версія альбому була випущена 7 листопада 2006 року. Курт Кобейн зібрав майже весь матеріал для альбому сам, але не встиг закінчити роботу над ним. Решта члени гурту Дейв Ґрол та Кріс Новоселіч разом з продюсером Кевіном Керслейком закінчили альбом.
Більшість зйомок зроблено з 1991 по 1992 рік. Найпізніша зйомка — 23 січня 1993 року.

## Список композицій
1. «Aneurysm» (у двох частинах: перша записана 25 листопада 1991 року в Амстердамі, а друга в Ріо-де-Жанейро 23 січня 1993 року)
2. «About a Girl» (31 жовтня 1991 року — Сієтл)
3. «Dive» (23 січня 1993 року — Ріо-де-Жанейро)
4. «Love Buzz» (у двох частинах: 19 жовтня 1991 року — Даллас/25 листопада 1991 року — Амстердам)
5. «Breed» (31 жовтня 1991 року — Сієтл)
6. «Smells Like Teen Spirit» (27 листопада 1991 року — англійське телевізійне шоу Top of the Pops)
7. «Negative Creep» (22 лютого 1992 року — Гонолулу)
8. «Come as You Are» (25 листопада 1991 року — Амстердам)
9. «Territorial Pissings» (у двох частинах: 6 грудня 1991 року — англійській телевізійне шоу Jonathan Ross/25 листопада 1991 року — Амстердам)
10. «Something in the Way» (14 лютого 1992 року — Осака)
11. «Lithium» (30 серпня 1992 року — Редінг)
12. «Drain You» (25 листопада 1991 року — Амстердам)
13. «Polly» (31 жовтня 1991 року — Сієтл)
14. «Sliver» (25 листопада 1991 року — Амстердам)
15. «On a Plain» (26 червня 1992 року — Роскілле)
16. «Endless, Nameless» (31 жовтня 1991 року — Сієтл)

- «Lounge Act» з альбому Nevermind грає під час титрів.

## Додаткові пісні на DVD
Крім основного списку пісень, на DVD-версії альбому присутні ще 5 додаткових пісень з концерту в Амстердамі 25 листопада 1991 року:
1. «School»
2. «About a Girl»
3. «Been a Son»
4. «On a Plain»
5. «Blew»

На диску також присутній запис репетиції пісні «On a Plain», яка грає після закінчення титрів.

## Позиції в чартах
DVD
| Рік  | Чарт                           | Позиція     |
| ---- | ------------------------------ | ----------- |
| 2006 | Billboard Comprehensive Videos | 4           |
| 2006 | Billboard Top Music Videos     | 4           |
| 2006 | Norwegian DVD Charts           | 6           |
| 2006 | New Zealand DVD Charts         | 6 (Золотий) |
| 2006 | Italian DVD Charts             | 9           |
| 2006 | Australian DVD Charts          | 9           |